# Vetlanda (đô thị)
Đô thị Vetlanda (tiếng Thụy Điển: Vetlanda kommun) là một đô thị ở hạt Jönköping của Thụy Điển. Thủ phủ là thị xã Vetlanda. Dân số thời điểm 31 tháng 12 năm 2000 là 26624 người.

## Các đơn vị dân cư
| #  | Địa phương  | Dân số |
| -- | ----------- | ------ |
| 1  | Vetlanda    | 12.691 |
| 2  | Ekenässjön  | 1.551  |
| 3  | Landsbro    | 1.454  |
| 4  | Holsbybrunn | 780    |
| 5  | Korsberga   | 731    |
| 6  | Myresjö     | 644    |
| 7  | Kvillsfors  | 560    |
| 8  | Sjunnen     | 417    |
| 9  | Skede       | 345    |
| 10 | Björköby    | 312    |
| 11 | Pauliström  | 257    |
| 12 | Nye         | 203    |